# Hum (Korčula)
Hum är ett berg i Kroatien. Det ligger i länet Dubrovnik-Neretvas län, i den södra delen av landet, 300 km söder om huvudstaden Zagreb. Toppen på Hum är 377 meter över havet, eller 258 meter över den omgivande terrängen. Bredden vid basen är 6,2 km. Hum ligger på ön Korčula.
Terrängen runt Hum är platt åt nordväst, men åt sydost är den kuperad. Havet är nära Hum åt nordväst. Närmaste större samhälle är Vela Luka, 2,7 km nordost om Hum.